# Кукчунак
Кукчунак или Кукшунак — река в России, течёт по территории Акбулакского и Беляевского районов Оренбургской области. Устье реки находится в 36 км по левому берегу реки Уртабуртя. Длина реки составляет 24 км.
Начинается в овраге Кукчунак, на российско-казахстанской границе. Течёт преимущественно на север, в нижнем течении — на северо-восток. Впадает в Урта-Буртю на высоте 149 м над уровнем моря.

## Данные водного реестра
По данным государственного водного реестра России относится к Уральскому бассейновому округу, водохозяйственный участок реки — Урал от города Орск до впадения реки Сакмара. Речной бассейн реки — Урал (российская часть бассейна).
Код объекта в государственном водном реестре — 12010000812112200004539.